# Messier 69
M69 (Messier 69 / NGC 6637) is een bolvormige sterrenhoop in het sterrenbeeld Schutter. Het hemelobject werd in 1781 door Charles Messier ontdekt en vervolgens door hem opgenomen in zijn catalogus van komeetachtige objecten als nummer 69.
M69 meet ongeveer 85 lichtjaar in diameter en ligt in de ruimte relatief dichtbij (1800 lichtjaar).